# Karl Brunner (político)
Karl Brunner (12 de agosto de 1905 – 13 de novembro de 1951) foi um político alemão do Partido Social Democrata (SPD) e ex-membro do Bundestag alemão.

## Vida
Na primeira eleição federal em 1949, ele foi eleito para o parlamento através da lista do estado da Renânia do Norte-Vestfália, à qual pertenceu até à sua morte precoce em 1951.

## Literatura
Herbst, Ludolf; Jahn, Bruno (2002).  Vierhaus, ed. Biographisches Handbuch der Mitglieder des Deutschen Bundestages. 1949–2002 (em alemão). München: De Gruyter - De Gruyter Saur. 1715 páginas. ISBN 978-3-11-184511-1